# Cantiers
Cantiers är en kommun i departementet Eure i regionen Normandie i norra Frankrike. Kommunen ligger i kantonen Écos som tillhör arrondissementet Les Andelys. År 2018 hade Cantiers 226 invånare.

## Befolkningsutveckling
Antalet invånare i kommunen Cantiers
Referens:INSEE